# 西オーストラリア州の地域
西オーストラリア州の地域について解説する。

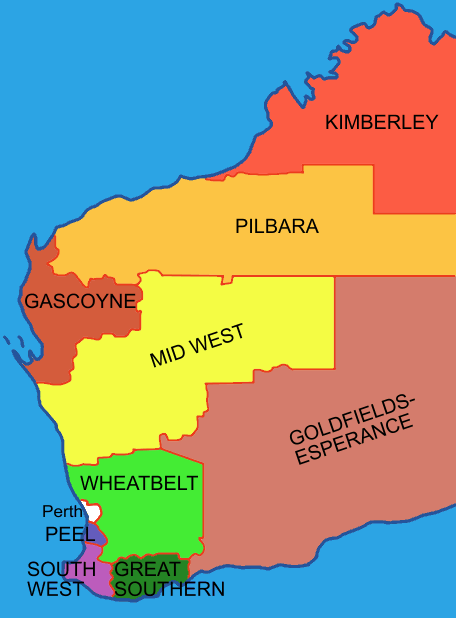
西オーストラリア州の地域

西オーストラリア州はパース大都市圏を除き、9つの地域(Region)に区分されている。これは主に経済上の必要性によって州政府が設定したものであるが、現在では広範に用いられるようになった。
現在の地域区分は1993年に制定されたものであり、各地域ごとに社会的・経済的にまとまったものとなるように設定してある。

## 各地域
- ガスコイン地域(Gascoyne)
- ゴールドフィールズ・エスペランス地域(Goldfields-Esperance)
- グレート・サザン地域(Great Southern)
- キンバリー地域(Kimberley)
- 中西部地域(Mid West)
- ピール地域(Peel)
- ピルバラ地域(Pilbara)
- 南西部地域(South West)
- ウィートベルト地域(Wheatbelt)